# Henry Cursham
Henry Cursham (Wilford, 27 novembre 1859 – 6 agosto 1941) è stato un calciatore inglese, di ruolo attaccante.

## Carriera

### Nazionale
Ha collezionato otto presenze con la propria Nazionale.

## Statistiche

### Cronologia presenze e reti in nazionale
| Cronologia completa delle presenze e delle reti in nazionale ― Inghilterra | Cronologia completa delle presenze e delle reti in nazionale ― Inghilterra | Cronologia completa delle presenze e delle reti in nazionale ― Inghilterra | Cronologia completa delle presenze e delle reti in nazionale ― Inghilterra | Cronologia completa delle presenze e delle reti in nazionale ― Inghilterra | Cronologia completa delle presenze e delle reti in nazionale ― Inghilterra | Cronologia completa delle presenze e delle reti in nazionale ― Inghilterra | Cronologia completa delle presenze e delle reti in nazionale ― Inghilterra |
| Data                                                                       | Città                                                                      | In casa                                                                    | Risultato                                                                  | Ospiti                                                                     | Competizione                                                               | Reti                                                                       | Note                                                                       |
| -------------------------------------------------------------------------- | -------------------------------------------------------------------------- | -------------------------------------------------------------------------- | -------------------------------------------------------------------------- | -------------------------------------------------------------------------- | -------------------------------------------------------------------------- | -------------------------------------------------------------------------- | -------------------------------------------------------------------------- |
| 15-3-1880                                                                  | Wrexham                                                                    | Galles                                                                     | 2 – 3                                                                      | Inghilterra                                                                | Amichevole                                                                 | -                                                                          |                                                                            |
| 18-2-1882                                                                  | Belfast                                                                    | Irlanda                                                                    | 0 – 13                                                                     | Inghilterra                                                                | Amichevole                                                                 | 1                                                                          |                                                                            |
| 11-3-1882                                                                  | Glasgow                                                                    | Scozia                                                                     | 5 – 1                                                                      | Inghilterra                                                                | Amichevole                                                                 | -                                                                          |                                                                            |
| 13-3-1882                                                                  | Wrexham                                                                    | Galles                                                                     | 5 – 3                                                                      | Inghilterra                                                                | Amichevole                                                                 | 1                                                                          |                                                                            |
| 3-2-1883                                                                   | Londra                                                                     | Inghilterra                                                                | 5 – 0                                                                      | Galles                                                                     | Amichevole                                                                 | -                                                                          |                                                                            |
| 24-2-1883                                                                  | Liverpool                                                                  | Inghilterra                                                                | 7 – 0                                                                      | Irlanda                                                                    | Amichevole                                                                 | -                                                                          |                                                                            |
| 10-3-1883                                                                  | Sheffield                                                                  | Inghilterra                                                                | 2 – 3                                                                      | Scozia                                                                     | Amichevole                                                                 | -                                                                          |                                                                            |
| 23-2-1884                                                                  | Belfast                                                                    | Irlanda                                                                    | 1 – 8                                                                      | Inghilterra                                                                | Torneo Interbritannico 1884                                                | 3                                                                          |                                                                            |
| Totale                                                                     |                                                                            | Presenze                                                                   | 8                                                                          |                                                                            | Reti                                                                       | 5                                                                          |                                                                            |